# Radoszowy (Ruda Śląska)
Radoszowy (niem. Radoschau) – część miasta Rudy Śląskiej, w obecnych granicach dzielnicy Kochłowice, na południowo-wschodnich rubieżach miasta. Rozpościera się w rejonie ulicy Kalinowej, w pobliżu Kopalni Węgla Kamiennego „Śląsk”.
Radoszowy to dawny folwark na Górnym Śląsku wzmiankowany już w 1629. Dawniej były to dwie samodzielną jednostki administracyjne, gmina jednostkowa (Landgemeinde) i obszar dworski (Gutsbezirk), należące początkowo do powiatu bytomskiego, a od 6 lipca 1873 do powiatu katowickiego. Według spisu z 1874 roku gmina Radoszowy liczyła 3 grudnia 1867 roku 451 mieszkańców a obszar dworski Radoszowy 122 (razem 573); natomiast 1 grudnia 1871 roku gmina Radoszowy liczyła 452 mieszkańców a obszar dworski Radoszowy 191 (razem 643). Według spisu z 1885 gmina Radoszowy liczyła 656 mieszkańców, a obszar dworski Radoszowy zaledwie 7 (razem 663).
Gminę Radoszowy (Radoschowy) zniesiono w 1906 roku, włączając ją do gminy Kochłowice, natomiast obszar dworski Radoszowy przetrwał do 1 lipca 1924, a zniesiono go już w Polsce, także przez włączenie do Kochłowic. Po wojnie Radoszowy stały się składową reformowanej gminy Kochłowice, a w związku z jej zniesieniem 1 kwietnia 1951 włączone zostały do miasta Nowy Bytom. 1 stycznia 1959 Nowy Bytom (z Radoszowami) wszedł w skład Rudy Śląskiej.
W czasach PRL w Radoszowach funkcjonował popularny ośrodek wypoczynkowy związany z kopalnią Śląsk. Z czasem gospodarzem miejsca został Chorzów (dzierżawiąc teren od Dyrekcji Lasów Państwowych). Jeszcze na początku lat 90. położone w lesie kąpielisko odwiedzały tłumy z Rudy Śląskiej i pobliskich Katowic. Odbywały się tu festyny z górniczymi orkiestrami. Wkrótce szkody górnicze mocniej dały o sobie znać, niszcząc nieckę basenu i kanalizację. Z czasem opuszczone budynki zamieniły się w rudery, które istnieją do dziś. Są też nadal zarośnięte i pokryte graffiti baseny kąpielowe.